# گوزنان (بویراحمد)
گوزنان (بویراحمد)، روستایی از توابع بخش لوداب شهرستان بویراحمد در استان کهگیلویه و بویراحمد ایران است. گفته می‌شود نام این روستا برگرفته از بازی باتوپ در آن منطقه ونام‌گذاری آن توسط شاه عباس صفوی می‌باشد ،گوزنان=توپ زنان، دارای پیشینه تاریخی و زمانی مرکز ایل بویر به سرکردگی قائدان کی‌های چهارده تا بوده‌است که درسال۱۰۰۴هجری قمری به دلیل تمرد نسبت به حکومت مرکزی صفویه قلع قمع و به نقاط مختلف ایران تبعیدشده‌اند. قبل ازنامگذاری گوزنان، شهر بویرولالستان نام داشته که درسال… هجری قمری به دلیل تهاجم تیمورلنگ به خون خواهی فرزندش عمرشیخ بهادر، تخریب و ویران شد. بنابه مشاهدات از سکونت گاه‌های اولیه اقوام لور لر بوده که تمام ویژگی‌های معنای لور به زبان عبری کوهستان و بلند، سرسبز و پوشیده از درخت، سحر و جادو، سرزمین تاریکی و ترس را دارد.

## جمعیت
این روستا در دهستان لوداب قرار دارد و براساس سرشماری مرکز آمار ایران در سال ۱۳۸۵، جمعیت آن ۳۵۶ نفر (۷۰خانوار) بوده‌است.